# Vom Traum zum Terror
Vom Traum zum Terror: München 72 ist ein Dokudrama über die Olympischen Spiele 1972. Die Erstausstrahlung fand am 22. Juli 2012 im Ersten statt. Regie führten Marc Brasse und Florian Huber.

## Handlung
Der Film blickt zurück auf die olympischen Leichtathletikwettkämpfe in München und das Olympia-Attentat vom 5. September, das mit einer Geiselnahme im Olympischen Dorf begann und mit der Ermordung der israelischen Geiseln endete. Er besteht aus Archivmaterial (u. a. bisher unveröffentlichten Fotos von Hubschrauberpilot Klaus Bechler), Zeitzeugenaussagen (u. a. von Hans-Dietrich Genscher, Walther Tröger und Heide Ecker-Rosendahl) sowie aus Spielszenen. Während der Geiselnahme gingen die Wettkämpfe erst weiter, obwohl sich einige Zuschauer empörten. Die israelische Athletin Esther Roth-Shachamorov sollte zum Hürdenlauf antreten, wissend, dass ihr Trainer Amitzur Schapira unter den Geiseln ist. Nach Unterbrechung der Spiele wurden die Drohungen der palästinensischen Terroristen stärker. Die Überwältigung der Terroristen zur Geiselbefreiung scheiterte aufgrund fehlender Einsatzpläne und Informationen.

## Hintergrund
Das Doku-Drama wurde im Auftrag des NDR, des WDR, von ServusTV, des israelischen Fernsehens IBA und von Spiegel TV produziert.